# Reżyser

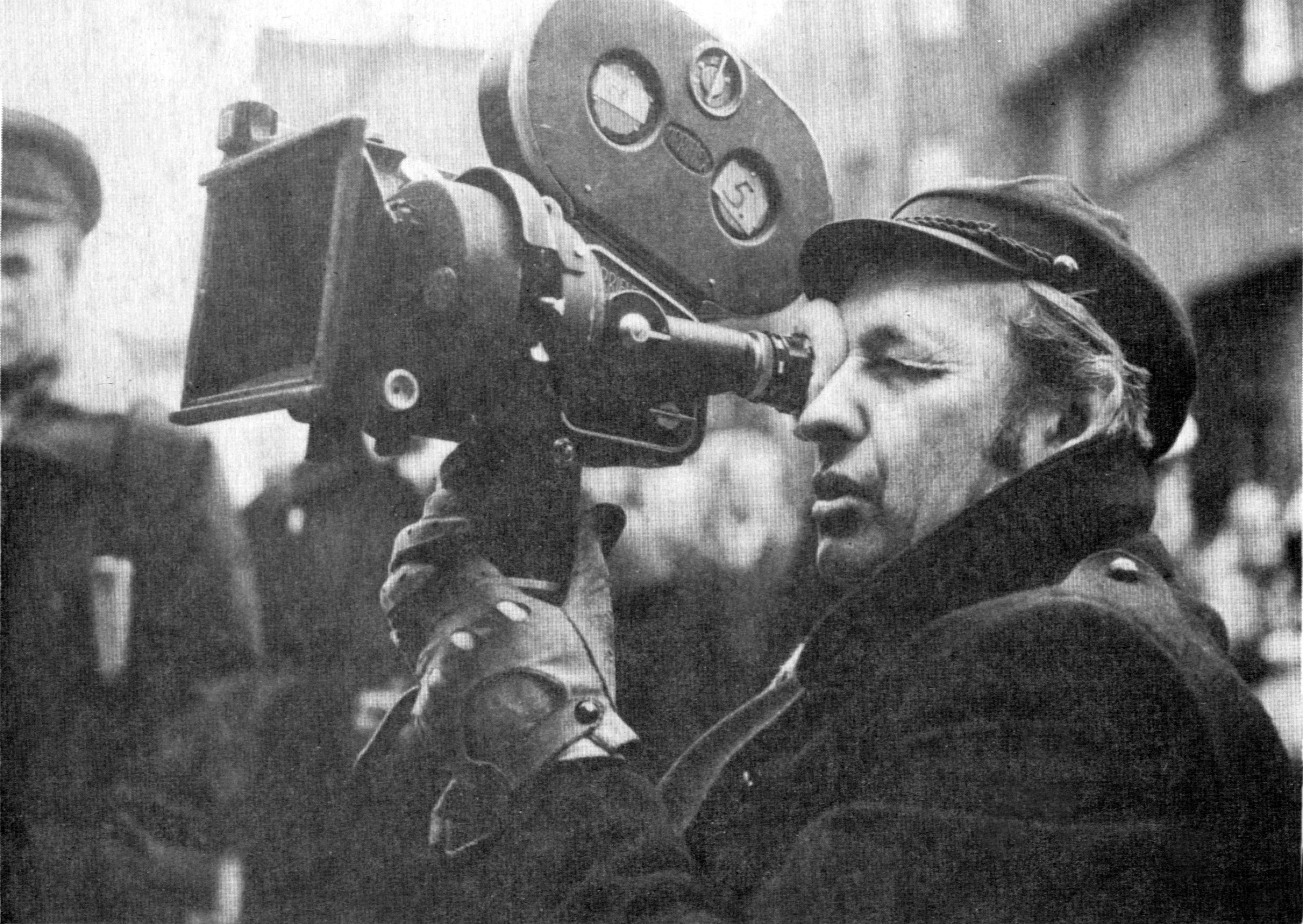
Reżyser Andrzej Wajda na planie zdjęciowym

Reżyser (z fr. régisseur – "kierownik planu; inspicjent") – autor dzieła scenicznego lub filmowego odpowiedzialny za jego całokształt, inicjator spektaklu, filmu, widowiska muzycznego bądź estradowego. Tworzy koncepcję artystyczną sztuki (w szczególności adaptuje tekst oryginalny), inspiruje współpracowników i kieruje nimi.

## Historia
Można przypuszczać, że zawód reżysera narodził się wraz z utworzeniem się teatru antycznego w 534 roku p.n.e. Jednak jeszcze wtedy nie funkcjonowało w słownikach takie słowo, przez wieki twórcami spektaklów byli dramatopisarze. Nawet Szekspir w swoim Teatrze The Globe nie pełnił funkcji reżysera. Zawód ten został określony dopiero w drugiej połowie XIX w. podczas Wielkiej Reformy Teatru. Jeden z postulatów przyznawał rolę tworzenia spektaklu reżyserowi, który miał za zadanie inscenizować daną sztukę. Postulat ten nie od razu wprowadzono w życie. Istniało stanowisko reżysera, jednak było ono ograniczone przez dyrektorów teatru i dramatopisarzy, którzy choć byli współreformatorami nie chcieli oddać swoich funkcji inscenizatorowi. Z biegiem czasu reżyser stawał się coraz ważniejszą osobą w kształtowaniu się widowiska: nie tylko wcielał swoją wizję spektaklu w życie, ale również dobierał aktorów oraz współtwórców przedstawienia. Do najwybitniejszych reżyserów Wielkiej Reformy Teatralnej należeli: Konstantyn Stanisławski, Bertolt Brecht, Edward Craig oraz Andre Antoine. W XX w. zawód reżysera rozpowszechnił się w dziedzinie filmu. Za pierwszych zasłużonych reżyserów filmowych uznaje się: Charlie Chaplina (Dyktator), Victora Fleminga (Przeminęło z wiatrem), Howarda Hawksa (Człowiek z Blizną) oraz Alfreda Hitchcocka (Okno na podwórze). Większość reżyserów tworzyła swoje filmy w amerykańskich wytwórniach filmowych, jednak nie zabrakło również wybitnych reżyserów z Europy. Byli to między innymi: Federico Fellini (La strada) i Ingmar Bergman (Siódma pieczęć). Również w Polsce nie zabrakło reżyserów docenianych na całym świecie, do najlepszych należą: Krzysztof Kieślowski (Dekalog), Roman Polański (Chinatown), Andrzej Wajda (Człowiek z marmuru) oraz Agnieszka Holland (Gorzkie żniwa).

## Predyspozycje
Reżyser przede wszystkim musi być wszechstronnie wykształcony. Powinien posiadać dużą wiedzę zarówno merytoryczną jak i praktyczną, być dobrym obserwatorem życia codziennego, prowadzącym, koordynatorem i organizatorem oraz artystą wrażliwym na świat. Reżyser ma dar opowiadania nie słowem lecz obrazem. Ma zdolność do wychwycenia szczegółów pozornie mało ważnych w życiu codziennym lub całkowicie pomijanych i tworzenia z nich opowieści. Reżyser powinien być obdarzony silną osobowością, bowiem zawód ten jest wymagający i pochłania wiele czasu. Często trzeba podejmować szybkie i niełatwe decyzje, pracować pod presją czasu oraz producentów. Istotne w tym zawodzie są również zdolności psychologiczne nie tylko w twórczości, ale również w pracy z dużą grupą osób: reżyser musi panować nad aktorami, z którymi współpraca często bywa bardzo trudna.

## Lista zawodów
- reżyser filmowy
- drugi reżyser
- reżyser teatralny
- reżyser światła
- reżyser telewizyjny
- reżyser dźwięku
- reżyser radiowy
- reżyser dubbingu